# أوسكار فيغا
أوسكار فيغا (بالإسبانية: Óscar Vega)‏ (مواليد 27 يونيو 1965) هو ملاكم إسباني، مثّل بلاده في الألعاب الأولمبية الصيفية 1992.

## روابط خارجية
أوسكار فيغا على موقع بوكس ريك (الإنجليزية) (registration required)
- أوسكار فيغا على موقع أوليمبيديا (الإنجليزية)